# Una tragedia fiorentina
Una tragedia fiorentina, titolo originale in inglese A Florentine Tragedy, è il frammento di un'opera mai completata di Oscar Wilde. 
La storia riguarda un ricco mercante del XVI secolo, Simone, che trova sua moglie fra le braccia di un principe locale, Guido Bardi. Simone sfida il principe a duello, lo disarma e uccide. Quest'episodio risveglia l'affetto della moglie e i due si riconciliano. 

## Influenze letterarie
Alexander von Zemlinsky scrisse nel 1916 un'opera basata sulla traduzione in tedesco del dramma, intitolata Eine florentinische Tragödie.